# Чочола (муниципалитет)
Чочола́ (исп. Chocholá) — муниципалитет в Мексике, штат Юкатан, с административным центром в одноимённом посёлке. Численность населения, по данным переписи 2010 года, составила 4530 человек.

## Общие сведения
Название Chocholá с майяйского языка можно перевести как солёная вода, от слов chhochhol — солёный, солоноватый и a — вода.
Площадь муниципалитета равна 293 км², что составляет 0,73 % от общей площади штата, а наивысшая точка — 9 метров над уровнем моря.
Он граничит с другими муниципалитетами Юкатана: на севере с Самахилем и Уманом, на востоке с Абалой, на юге с Опиченом и Копомой, на западе с Машканой и Кинчилем.

## Учреждение и состав
Даты образования муниципалитета не известно, в его состав входит 7 населённых пунктов, самым крупным из которых является административный центр, а население других не превышает 10 человек:
| Код INEGI | Населённый пункт                                                                | Численность населения (2005 год) | Численность населения (2010 год) |
| --------- | ------------------------------------------------------------------------------- | -------------------------------- | -------------------------------- |
| 023       | Всего                                                                           | 4339                             | 4530                             |
| 0001      | Чочола (исп. Chocholá) 20°45′03″ с. ш. 89°49′47″ з. д. (административный центр) | 4289                             | 4511                             |
| 0081      | Сан-Луис-3 (исп. San Luis Tres) 20°45′08″ с. ш. 89°51′22″ з. д.                 | —                                | 6                                |
| 0059      | Сан-Луис-4 (исп. San Luis Cuatro) 20°45′10″ с. ш. 89°51′32″ з. д.               | 6                                | 4                                |
| 0070      | Ла-Илусьон (исп. La Ilusión) 20°45′40″ с. ш. 89°49′12″ з. д.                    | 4                                | 4                                |
| —         | Прочие                                                                          | 40                               | 5                                |

## Экономика
По статистическим данным 2000 года, работоспособное население занято по секторам экономики в следующих пропорциях:
- производство и строительство — 41,3 %;
- торговля, сферы услуг и туризма — 33,1 %;
- сельское хозяйство и скотоводство — 24,9 %;
- безработные — 0,7 %.

## Инфраструктура
По статистическим данным 2010 года, инфраструктура развита следующим образом:
- электрификация: 98,3 %;
- водоснабжение: 97,8 %;
- водоотведение: 55,7 %.

## Достопримечательности
В муниципалитете можно посетить бывшую асьенду Чочола, церковь Непорочного зачатия, и археологические памятники цивилизации майя.

## Фотографии

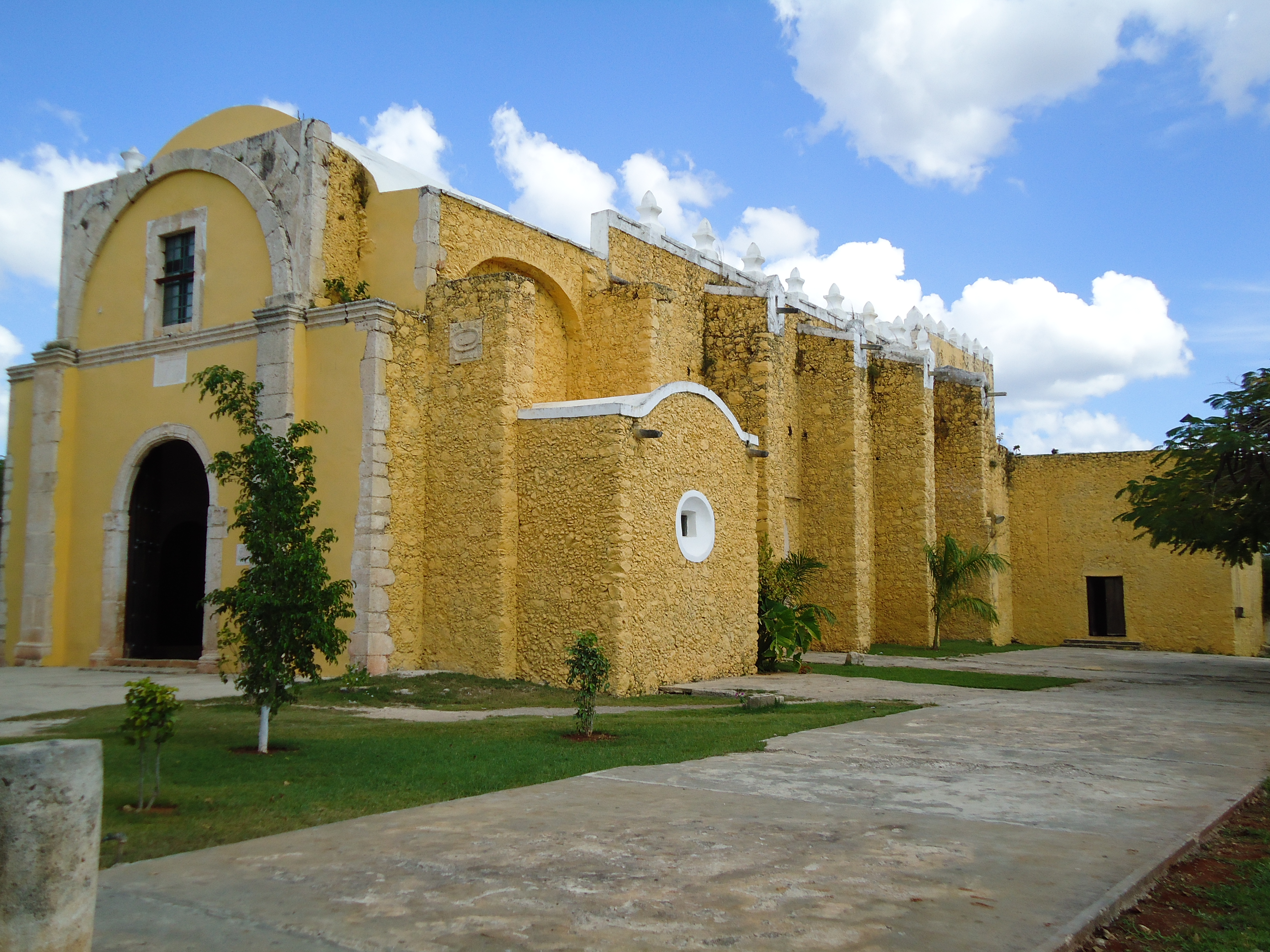
Церковь Непорочного зачатия
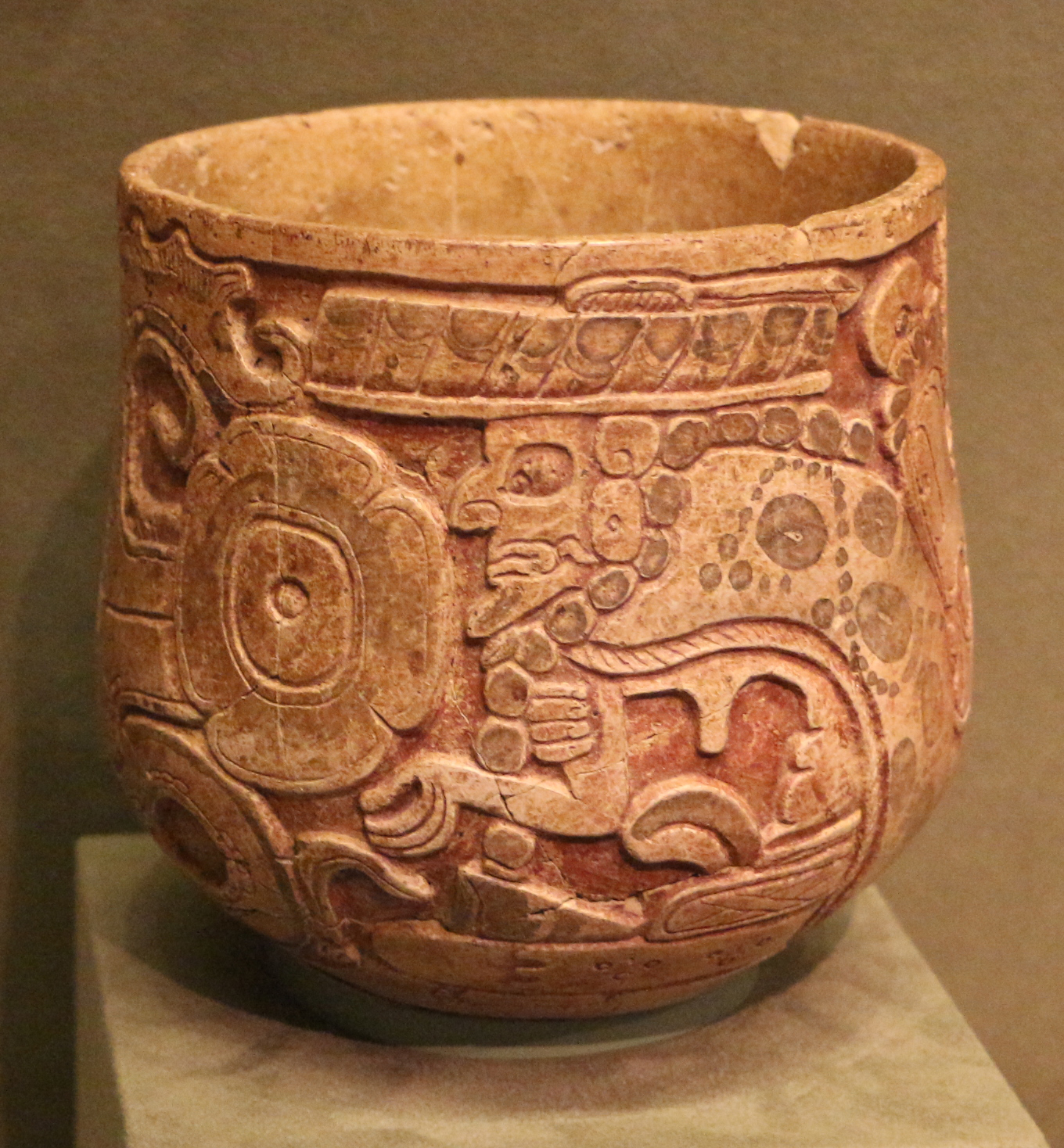
Археологические находки